# Лобастов, Сергей Андрианович
Сергей Андрианович Лобастов (5 апреля 1926 года — 1999) — советский легкоатлет, участник Олимпиады 1952 года в спортивной ходьбе на 50 километров (4:32.34,2 — пятое место). Заслуженный мастер спорта СССР (1957). Заслуженный тренер СССР и РСФСР. Подполковник Советской армии в отставке.
Был первым из уфимцев, кто удостоился звания заслуженного мастера спорта СССР. Это произошло в начале 1957 года.

## Биография
Родился 5 апреля 1926 года в Уфе. После окончания средней школы в 1949 году уехал учиться в Чкаловское (Оренбургское) военное училище летчиков. Был неосвобожденным секретарем комсомольской организации учебной эскадрильи. По состоянию здоровья (высокое артериальное давление, порок сердца) был отчислен. После отчисления уехал учиться в Краснознаменный Ленинградский военный институт физической культуры и спорта имени В. И. Ленина.
Окончил Ленинградский военный институт физической культуры (1953). Сергей сумел преодолеть болезнь полностью, постепенно, шаг за шагом увеличивая физические нагрузки, повышая своё спортивное мастерство в ходьбе. Настойчивость и трудолюбие принесли ему успех на международной и всесоюзной аренах. Тренировался лёгкой у Зиновия Иссурина.
Выступал в спортивной хотьбе за СКА (Ленинград), с 1953 года — за ЦДСА (Москва). Чемпион СССР (1950, 1951) в спортивной ходьбе на 50 км, 2-й призёр чемпионата СССР (1957) в спортивной ходьбе на 50 км. На I летней Спартакиаде народов СССР в 1956 году был шестым. Первым с мировым рекордом 4:05.12,2 был его ученик рядовой Григорий Климов. 3-й призёр чемпионата Европы (1954) в спортивной ходьбе на 10 000 м (46.21,8). Многократный рекордсмен мира.
Участник Олимпийских игр (1952). Чемпион Спартакиады дружественных армий 1958 в ходьбе на 20 км и серебряный призёр в ходьбе на 50 км. 
С 1953 года — главный тренер ЦДСА (Москва) по спортивной ходьбе.
Был тренером сборной СССР, длительный период — главным тренером Советской армии по лёгкой атлетике. Под его руководством армейцы страны и советские ходоки добивались успехов, за что он был удостоен званий заслуженного тренера СССР и РСФСР.
Скончался в 1999 году. Похоронен на Ваганьковском кладбище в Москве.